# 西園寺瞳 (ストリッパー)
西園寺 瞳（さいおんじ ひとみ）は、日本のストリッパー。
京都府出身。11月21日生まれ。身長156cm、スリーサイズ はB84cm・W58cm・H81cm。血液型はB型。
「永遠の二億才」を自称している。

## 略歴・人物
学生時代にスカウトされ、2002年6月1日、川崎ロック座所属のダンサーとしてストリップ浜劇にてデビュー。
ロリ顔であることを自覚しており、「ろりこん連合・会員番号113番」を自称している。
デビュー前に新宿のとある店で熊のぬいぐるみに一目惚れして購入、以来「くまたん」と呼んでとても大事にしている。ファン曰く、背中に背負って歩いている姿を目撃したことがあるという。もっとも大事にしている割には、ヨーコの花電車の小物にされ、矢の標的にされたり、炎で一部が焦げたりしているらしい（西園寺曰く「特訓」）。
趣味は買い物、ゲーム。好きな物は、かわいいもの、おいしいもの、化粧品。食べ物ではうどん、スパゲティ、果物、寿司、コーンフレーク。色はピンク、白。